# Just to See Her
Just to See Her è un singolo di Smokey Robinson, composto da Jimmy George e Lou Pardini, pubblicato nel 1986 negli USA e l'anno successivo nel resto del mondo , primo estratto dall'album One Heartbeat del 1987. Lato B del singolo è il brano I'm Gonna Love You Like There's No Tomorrow. Il pezzo ha raggiunto l'ottava posizione della Billboard Hot 100 nel giugno 1987 e ha permesso al suo interprete di vincere nel 1988 un Grammy Award nella categoria Best R&B Vocal Performance, Male. 

## Tracce
7" Singolo promozionale 
1. Just to See Her - 4:00

7" Singolo  
1. Just to See Her - 4:00
2. I'm Gonna Love You Like There's No Tomorrow - 4:18

12" Singolo   
1. Just to See Her - 4:00
2. I'm Gonna Love You Like There's No Tomorrow - 4:18
3. You've Really Got A Hold On Me (Smokey Robinson & The Miracles) - 2:58
4. That's What Love Is Made Of (Smokey Robinson & The Miracles) - 2:56
5. Ooo Baby Baby (Smokey Robinson & The Miracles) - 2:42

## Un fiore in te, la cover in italiano di Lisa
Un fiore in te è la versione in lingua italiana di Just To See Her scritta e interpretata da Lisa, ed estratta come secondo singolo dall'omonimo primo album della cantante per l'estate 1998. Il pezzo è presente anche nell'album Lisa pubblicato in Francia nel 1999.

### Tracce
CD singolo promozionale (estratto dall'album Lisa e trasmesso dalle radio a partire dal 22 maggio 1998)
1. Un fiore in te - 4:23

### Crediti
- Lisa: voce
- Luigi Cappellotto: basso
- Andrea Surdi: batteria
- Maurizio Fabrizio: chitarra
- Roberto Ferrante: tastiere